# Atalanta Bergamasca Calcio 1992-1993
Questa voce raccoglie le informazioni riguardanti l'Atalanta Bergamasca Calcio nelle competizioni ufficiali della stagione 1992-1993.

## Stagione
Nella stagione 1992-1993 l'Atalanta è affidata al tecnico emergente Marcello Lippi, e manca di poco la qualificazione in Coppa UEFA, ottenendo 36 punti.
In Coppa Italia i nerazzurri entrano in gioco nel secondo turno ma sono subito eliminati dal Venezia per via della sconfitta a tavolino comminata per aver schierato un calciatore squalificato (Roberto Rambaudi), che ha reso inutile la vittoria in trasferta al ritorno per (1-2).

## Organigramma societario
Area direttiva
- Presidente: Antonio Percassi
- Vice presidenti: Giuseppe Percassi e Marco Radici
- Amministratore delegato: Aldo Piceni
- General manager: Carmine Gentile

Area organizzativa
- Segretario generale: Carlo Valenti e Lino Miniero
- Accompagnatore ufficiale: Maurizio Bucarelli

Area tecnica
- Direttore sportivo: Giorgio Vitali
- Allenatore: Marcello Lippi
- Vice allenatore: Nello Malizia
- Preparatore atletico: Marco Rota

Area sanitaria
- Staff medico: Amedeo Amadeo, Paolo Amaddeo, Andrea Murnigotti e Raffaello Rossi
- Massaggiatori: Marco Piacezzi e Giuseppe Corna

## Rosa

Il neoacquisto Maurizio Ganz, miglior marcatore stagionale degli orobici con 15 reti.

| N. |                    | Ruolo | Calciatore          |
| -- | ------------------ | ----- | ------------------- |
|    | Italia (bandiera)  | P     | Marco Ambrosio      |
|    | Italia (bandiera)  | P     | Fabrizio Ferron     |
|    | Italia (bandiera)  | P     | Davide Pinato       |
|    | Brasile (bandiera) | D     | Alemão              |
|    | Italia (bandiera)  | D     | Tebaldo Bigliardi   |
|    | Italia (bandiera)  | D     | Roberto Bordin      |
|    | Italia (bandiera)  | D     | Maurizio Codispoti  |
|    | Italia (bandiera)  | D     | Claudio Mascheretti |
|    | Uruguay (bandiera) | D     | Paolo Montero       |
|    | Italia (bandiera)  | D     | Luigino Pasciullo   |
|    | Italia (bandiera)  | D     | Simone Pavan        |
|    | Italia (bandiera)  | D     | Sergio Porrini      |
|    | Italia (bandiera)  | D     | Emanuele Tresoldi   |
|    | Italia (bandiera)  | D     | Mauro Valentini     |

| N. |                      | Ruolo | Calciatore              |
| -- | -------------------- | ----- | ----------------------- |
|    | Italia (bandiera)    | C     | Stefano De Agostini     |
|    | Italia (bandiera)    | C     | Oscar Magoni            |
|    | Italia (bandiera)    | C     | Giuseppe Minaudo        |
|    | Italia (bandiera)    | C     | Carlo Perrone           |
|    | Italia (bandiera)    | C     | Mirco Poloni            |
|    | Italia (bandiera)    | C     | Alessio Tacchinardi     |
|    | Italia (bandiera)    | A     | Massimiliano Cappellini |
|    | Italia (bandiera)    | A     | Maurizio Ganz           |
|    | Italia (bandiera)    | A     | Federico Pisani         |
|    | Italia (bandiera)    | A     | Roberto Rambaudi        |
|    | Argentina (bandiera) | A     | Leonardo Rodríguez      |
|    | Italia (bandiera)    | A     | Gianluca Savoldi        |
|    | Colombia (bandiera)  | A     | Iván Valenciano         |

## Risultati

### Serie A

#### Girone di andata
| Arbitro: | Amendolia (Messina) |

|                              |           |              |
| Ganz 26’ Rambaudi 79’ (rig.) | Marcatori | 88’ A. Melli |

| Arbitro: | Luci (Firenze) |

|                                       |           |          |
| Kohler 23’ Möller 41’, 83’ Vialli 76’ | Marcatori | 54’ Ganz |

| Arbitro: | Mughetti (Cesena) |

|                            |           |  |
| Massaro 56’ Van Basten 68’ | Marcatori |  |

| Arbitro: | Bazzoli (Merano) |

|                     |           |                           |
| Ganz 57’ Bordin 69’ | Marcatori | 73’ (aut.) S. De Agostini |

| Arbitro: | Fabricatore (Roma) |

|                 |           |  |
| Sosa 78’ (rig.) | Marcatori |  |

| Bergamo 18 ottobre 1992 6ª giornata | Atalanta           | 0 – 0 referto | Torino | Stadio Comunale\| Arbitro: \| Sguizzato (Verona) \| |
| Arbitro:                            | Sguizzato (Verona) |               |        |                                                     |

| Arbitro: | Ceccarini (Livorno) |

|                                 |           |  |
| Signori 1’ Winter 51’ Fuser 80’ | Marcatori |  |

| Arbitro: | Baldas (Trieste) |

|                           |           |                        |
| Perrone 22’ Ganz 52’, 76’ | Marcatori | 7’ Fonseca 90’ Ferrara |

| Arbitro: | Quartuccio (Torre Annunziata) |

|                         |           |                     |
| Rambaudi 1’ Porrini 45’ | Marcatori | 15’ (rig.) Biagioni |

| Arbitro: | Trentalange (Torino) |

|                         |           |  |
| Dunga 74’ Palladini 82’ | Marcatori |  |

| Arbitro: | Cesari (Genova) |

|                     |           |  |
| Montero 4’ Ganz 44’ | Marcatori |  |

| Arbitro: | Braschi (Prato) |

|                                  |           |                            |
| R. Mancini 63’ Corini 70’ (rig.) | Marcatori | 28’, 42’ Ganz 65’ Rambaudi |

| Arbitro: | Pairetto (Nichelino) |

|               |           |           |
| Rodriguez 78’ | Marcatori | 66’ Sabau |

| Arbitro: | Stafoggia (Pesaro) |

|  |           |             |
|  | Marcatori | 53’ Perrone |

| Arbitro: | Rodomonti (Teramo) |

|                                              |           |                        |
| Mihajlovic 29’ (aut.) Porrini 69’ Bordin 89’ | Marcatori | 54’ (rig.) G. Giannini |

| Arbitro: | Bettin (Padova) |

|              |           |  |
| Skuhravy 74’ | Marcatori |  |

| Arbitro: | Rosica (Roma) |

|                          |           |              |
| Rambaudi 21’ Montero 90’ | Marcatori | 74’ Agostini |

#### Girone di ritorno
| Parma 31 gennaio 1993 18ª giornata | Parma                     | 0 – 0 referto | Atalanta | Stadio Ennio Tardini\| Arbitro: \| Merlino (Torre del Greco) \| |
| Arbitro:                           | Merlino (Torre del Greco) |               |          |                                                                 |

| Arbitro: | Mughetti (Cesena) |

|                      |           |            |
| Perrone 38’ Ganz 73’ | Marcatori | 57’ Möller |

| Arbitro: | Pezzella (Frattamaggiore) |

|          |           |           |
| Ganz 86’ | Marcatori | 85’ Papin |

| Arbitro: | Collina (Viareggio) |

|                           |           |             |
| Cappioli 34’ Oliveira 68’ | Marcatori | 83’ Perrone |

| Arbitro: | Beschin (Legnago) |

|                    |           |              |
| Bergomi 66’ (aut.) | Marcatori | 70’ Manicone |

| Arbitro: | Merlino (Torre del Greco) |

|              |           |                        |
| Aguilera 45’ | Marcatori | 65’ (aut.) Marchegiani |

| Arbitro: | Rodomonti (Teramo) |

|                       |           |                                  |
| Rambaudi 11’ Ganz 60’ | Marcatori | 29’ Gascoigne 74’ (rig.) Signori |

| Arbitro: | Pairetto (Nichelino) |

|              |           |  |
| Policano 20’ | Marcatori |  |

| Arbitro: | Cesari (Genova) |

|                      |           |  |
| Kolyvanov 87’ (rig.) | Marcatori |  |

| Arbitro: | Pellegrino (Barcellona Pozzo di Gotto) |

|                      |           |             |
| Minaudo 73’ Ganz 74’ | Marcatori | 16’ Allegri |

| Arbitro: | Pezzella (Frattamaggiore) |

|           |           |                         |
| Balbo 30’ | Marcatori | 14’ Rambaudi 80’ Alemao |

| Arbitro: | Nicchi (Arezzo) |

|             |           |                                |
| Minaudo 82’ | Marcatori | 33’ Lombardo 87’ M. Bertarelli |

| Arbitro: | Beschin (Legnago) |

|                           |           |  |
| Raducioiu 73’ (Rig.), 87’ | Marcatori |  |

| Arbitro: | Amendolia (Messina) |

|                                 |           |              |
| Pisani 30’ Batistuta 87’ (aut.) | Marcatori | 85’ Faccenda |

| Arbitro: | Felicani (Bologna) |

|                                |           |                        |
| G. Giannini 19’ Rizzitelli 90’ | Marcatori | 34’ Alemao 45’ Perrone |

| Arbitro: | Ceccarini (Livorno) |

|            |           |                              |
| Bordin 83’ | Marcatori | 47’ A. Fortunato 79’ Ruotolo |

| Arbitro: | Dinelli (Lucca) |

|  |           |                      |
|  | Marcatori | 47’, 67’ (rig.) Ganz |

## Coppa Italia
| Arbitro: | Pairetto (Nichelino) |

|                |           |             |
| Valenciano 50’ | Marcatori | 75’ Bonaldi |

| Arbitro: | Conocchiari (Macerata) |

|              |           |                     |
| Bonaldi 103’ | Marcatori | 10’ Ganz 67’ Bordin |

## Statistiche

### Statistiche di squadra
| Competizione | Punti | In casa | In casa | In casa | In casa | In casa | In casa | In trasferta | In trasferta | In trasferta | In trasferta | In trasferta | In trasferta | Totale | Totale | Totale | Totale | Totale | Totale | DR |
| Competizione | Punti | G       | V       | N       | P       | Gf      | Gs      | G            | V            | N            | P            | Gf           | Gs           | G      | V      | N      | P      | Gf     | Gs     | DR |
| ------------ | ----- | ------- | ------- | ------- | ------- | ------- | ------- | ------------ | ------------ | ------------ | ------------ | ------------ | ------------ | ------ | ------ | ------ | ------ | ------ | ------ | -- |
| Serie A      | 36    | 17      | 10      | 5       | 2       | 29      | 19      | 17           | 4            | 3            | 10           | 13           | 25           | 34     | 14     | 8      | 12     | 42     | 44     | -2 |
| Coppa Italia |       | 1       | 0       | 0       | 1       | 0       | 2       | 1            | 1            | 0            | 0            | 2            | 1            | 2      | 1      | 0      | 1      | 2      | 3      | -1 |

### Statistiche dei giocatori
| Giocatore         | Serie A  | Serie A | Serie A     | Serie A    | Coppa Italia | Coppa Italia | Coppa Italia | Coppa Italia | Totale   | Totale | Totale      | Totale     |
| Giocatore         | Presenze | Reti    | Ammonizioni | Espulsioni | Presenze     | Reti         | Ammonizioni  | Espulsioni   | Presenze | Reti   | Ammonizioni | Espulsioni |
| ----------------- | -------- | ------- | ----------- | ---------- | ------------ | ------------ | ------------ | ------------ | -------- | ------ | ----------- | ---------- |
| Alemão            | 22       | 2       | ?           | ?          | 0            | 0            | 0            | 0            | 22       | 2      | 0+          | 0+         |
| T. Bigliardi      | 22       | 0       | ?           | ?          | 2            | 0            | ?            | ?            | 24       | 0      | ?           | ?          |
| R. Bordin         | 33       | 3       | ?           | ?          | 2            | 1            | ?            | ?            | 35       | 4      | ?           | ?          |
| M. Codispoti      | 18       | 0       | ?           | ?          | 0            | 0            | 0            | 0            | 18       | 0      | 0+          | 0+         |
| S. De Agostini    | 27       | 0       | ?           | ?          | 2            | 0            | ?            | ?            | 29       | 0      | ?           | ?          |
| F. Ferron         | 30       | 0       | ?           | ?          | 2            | 0            | ?            | ?            | 32       | 0      | ?           | ?          |
| M. Ganz           | 32       | 14      | ?           | ?          | 2            | 1            | ?            | ?            | 34       | 15     | ?           | ?          |
| O. Magoni         | 18       | 0       | ?           | ?          | 0            | 0            | 0            | 0            | 18       | 0      | 0+          | 0+         |
| C. Mascheretti    | 6        | 0       | ?           | ?          | 0            | 0            | 0            | 0            | 6        | 0      | 0+          | 0+         |
| G. Minaudo        | 30       | 2       | ?           | ?          | 1            | 0            | ?            | ?            | 31       | 2      | ?           | ?          |
| P. Montero        | 27       | 2       | ?           | ?          | 2            | 0            | ?            | ?            | 29       | 2      | ?           | ?          |
| L. Pasciullo      | 10       | 0       | ?           | ?          | 2            | 0            | ?            | ?            | 12       | 0      | ?           | ?          |
| S. Pavan          | 1        | 0       | ?           | ?          | 0            | 0            | 0            | 0            | 1        | 0      | 0+          | 0+         |
| C. Perrone        | 32       | 5       | ?           | ?          | 2            | 0            | ?            | ?            | 34       | 5      | ?           | ?          |
| D. Pinato         | 5        | 0       | ?           | ?          | 0            | 0            | 0            | 0            | 5        | 0      | 0+          | 0+         |
| F. Pisani         | 6        | 1       | ?           | ?          | 0            | 0            | 0            | 0            | 6        | 1      | 0+          | 0+         |
| M. Poloni         | 1        | 0       | ?           | ?          | 0            | 0            | 0            | 0            | 1        | 0      | 0+          | 0+         |
| S. Porrini        | 33       | 2       | ?           | ?          | 2            | 0            | ?            | ?            | 35       | 2      | ?           | ?          |
| R. Rambaudi       | 31       | 6       | ?           | ?          | 1            | 0            | ?            | ?            | 32       | 6      | ?           | ?          |
| L. Rodriguez      | 19       | 1       | ?           | ?          | 2            | 0            | ?            | ?            | 21       | 1      | ?           | ?          |
| A. Tacchinardi    | 1        | 0       | ?           | ?          | 0            | 0            | 0            | 0            | 1        | 0      | 0+          | 0+         |
| Emanuele Tresoldi | 3        | 0       | ?           | ?          | 1            | 0            | ?            | ?            | 4        | 0      | ?           | ?          |
| I. Valenciano     | 5        | 0       | ?           | ?          | 2            | 0            | ?            | ?            | 7        | 0      | ?           | ?          |
| M. Valentini      | 22       | 0       | ?           | ?          | 1            | 0            | ?            | ?            | 23       | 0      | ?           | ?          |